# Lista över Sony Ericsson-produkter
Den här listan över Sony Ericsson-produkter listar produkter som säljs under Sony Ericssons varumärke. Listan anger produkternas grundnamn. Många av modellerna har extra bokstäver på slutet av namnet som anger för vilken marknad de är anpassade. Vanligast är "i" för den internationella marknaden, men även "c" för Kina och "a" för den nordamerikanska marknaden förekommer.

## Enklare telefoner
- J200: Enkel och mycket liten modell utan kamera, men med stöd för Java
- J300i: Bastelefon, SMS, MMS, e-post, färgskärm, MP3, 12 MiB minne
- K300: Färgskärm och kamera. En enkel mobil av standardtelefon
- T105: Mycket enkel och liten
- T290: Färgskärm.

## Standardtelefoner
- F100i: En enklare vikmodell designad i samarbete med Dolce och Gabbana. Modellen är även känd under namnet Jalou vilket betyder avundsjuka.
- K500i: Något enklare variant av K700 som saknar Bluetooth. Såldes även under Vodafone-flagg med namnet F500.
- K510i
- K530i: En 92 grams mobil med 2 megapixels kamera. Har ett 16 MB stort inbyggt minne och radio.
- K660i: Kommande Mobil
- K700i: Storsäljare med VGA-kamera, IR och Bluetooth.
- K750i: Lanserad i maj 2005 som en ersättare till K700. Har utöver vad K700 erbjuder bl.a. en tvåmegapixelkamera med autofokus. Säljs i en något annorlunda variant kallad D750 av operatören T-Mobile.
- K790i: Tillsammans med systermodellen K800 den första Sony Ericsson-telefonen med tremegapixelkamera och riktig blixt.
- K850i: Kameramobil med 5 megapixel kamera.
- S700i: Ganska stor telefon av fällknivsmodell. första SE-telefonen med megapixelkamera, plats för minneskort samt utmärkt och stor skärm (320x240 pixlar).
- S312: Uppgraderingen till S102 med 2 megapixel kamera och photo fix.
- T610: Första massproducerade mobiltelefonen med kamera.
- T630: En något uppgraderad T610.
- Z200: Enkel telefon av snäckskalsmodell.
- Z500: Vikbar telefon, gjord för den amerikanska marknaden
- Z530i
- Z550i
- Z600 En hopfällbar mobiltelefon med VGA-kamera, Bluetooth och utbytbara skal.
- Z710i

## Walkman-telefoner
- W200i
- W300i
- W380i

- W508
- W550: Fällknivsmodell. Två högtalare för stereoljudåtergivning.
- W595
- W600: W550 fast anpassad för den amerikanska marknaden och med EDGE-radio för högre datahastigheter.
- W610i: Walkman-telefon lanserad våren 2007
- W700i: W800 med en enklare fixfokuskamera och annorlunda färgsättning.
- W710i: Snäckskalstelefon med stegräknare.
- W800: Den första modellen i Walkman-serien av mobiler som är extra lämpade som musikspelare. W800 är en K750 i annan färgsättning och med en del ändringar i programvaran, bl.a. ett bättre ljuduppspelningsprogram, samt bättre hörlurar. Dessutom har W800 ett 512 MB minneskort som standard.
- W810: Väldigt lik W800, men med en uppdaterad programvara och EDGE-radio för högre datahastigheter.
- W850i: Sony Ericssons första slider, alltså en telefon där ovandelen av telefonen skjuts uppåt för att avtäcka knappsatsen. Introducerar även en ny musikspelare Walkman 2.0, och musikigenkänningsfunktionen TrackID.
- W880: En supertunn (9,4 mm) 3G-lur, med Walkman 2.0. Uppföljaren av W850 i Candybar-design...
- W890i: Uppföljaren till W880, tunn musiklur med turbo-3G.
- W900i: Sony Ericssons första 3G-modell i Walkman-serien.
- W910i: Kommande slider.
- W950i: Musik-smarttelefon.
- W960i: Kommande musik-smarttelefon.

## 3G
- K600: Lite enklare 3G-telefon. Säljs den första månaden av Vodafone som V600.
- K608i: Samma telefon som K600 men med ett annat utseende. Säljs av 3.
- K610i: Kompakt telefon med tvåmegapixelkamera (fixfokus).
- K800i: Cyber-shot. Tillsammans med systermodellen K790 den första Sony Ericsson-telefonen med tremegapixelkamera (3,2 megapixel) och riktig blixt av xenontyp. Introducerar även Blogger-funktionalitet.
- K810i: En vidareutveckling av K800i. Ny design och några nya funktioner.
- K850i Kameramobil med Turbo-3G och 5 megapixelkamera.
- Z800i: Prisbelönt fällbar 3G-telefon. Såldes det första halvåret (2005) enbart av Vodafone, då under namnet V800.
- Z1010: Den första 3G-telefonen från Sony Ericsson. Vikbar
- C702: Cyber-shot. Tremegapixelkamera (3,2 megapixel) och inbyggd GPS med geotagging. Robustare än en vanlig mobil, tål damm/sand och vattenstänk bättre.

## Smart phones
- P800: Sony Ericssons första smartphone
- P900: Uppföljaren till P800.
- P910: En uppgraderad P900.
- P910i: En uppgraderad P910. Med bland annat QWERTY-tangentbord
- M600i: 3G-telefon med pekskärm och QWERTY-tangentbord.
- P990i: Första 3G-telefonen i P-serien.
- P1i: Uppföljaren till P990 med samma QWERTY-tangentbord som M600i
- G700: Som P1i men utan QWERTY och med fyrvägsknapp
- G900: Som G700 fast med Wlan och bättre kamera
- Xperia Aino
- Xperia Satio
- Xperia Yari
- Xperia Naite
- Xperia X1 Sony Ericssons första mobil med Windows Mobile
- Xperia X2 Uppföljaren till X1

## Android Smart phones
- Xperia X10 Sony Ericssons första mobil med operativsystemet Android.
- Xperia X10 mini
- Xperia X10 mini pro
- Xperia X8
- Xperia W8
- Xperia Arc
- Xperia Arc S
- Xperia Neo
- Xperia Neo V
- Xperia Ray
- Xperia Active
- Xperia mini
- Xperia mini pro
- Xperia Play
- Xperia Play CDMA

## Officiella tillbehör

### Handsfree
- Akono HBH-600
- Akono HBH-602
- Akono HBH-608
- Akono HBH-300
- Akono HBH-660
- Akono HBH-662
- HBH-35
- HBH-60: Bluetooth-headset
- HBH-65:
- HBH-200:
- HBH-610: Bluetooth-headset
- HBH-610a: Bluetooth-headset
- HBH-DS970: Bluetooth-stereoheadset
- HBH-GV435: Bluetooth-headset
- HBH-IV835
- HBH-PV700
- HBH-PV705: Kompakt Bluetooth-headset
- HPB-60: Handsfree
- HPM-20: Stereohandsfree
- HPM-61: Stereohandsfree
- HPM-65: Stereohandsfree
- HPM-70: Stereohandsfree
- HPM-82: Stereohandsfree i Walkman-serien
- HPM-85: Utanpåliggande hörlurar
- HPS-20: Handsfree
- HPS-60: Handsfree

### Multimedia
- CAR-100: Bluetooth-styrd leksaksbil
- MCA-30: Kamera
- MDS-60: Bordsställ med högtalare
- MDS-70: Ljudsystem
- MMC-60: Stereokabel
- MMV-100: Scart-modul för bildvisning på TV
- MMV-200: Mediacenter
- MPP-60: Kabel-kit för anslutning till stereoanläggning
- MPS-60: Bärbara högtalare,
- MXE-60: Blixt passande till K750 W800
- MBW-100: Bluetoothförsett Armbandsur

### Biltillbehör
- CLA-60: Laddare för cigarettändaruttaget
- HCA-60: Avancerad handsfree
- HCA-200: Avancerad handsfree
- HCB-100: Bluetooth-högtalare
- HCB-300: Bluetooth-handsfree
- HCB-700: Bluetooth-handsfree
- HCE-16
- HCE-24: Svanhalsmikrofon
- HCE-26
- HCH-33
- HCH-36
- HCH-37
- HCH-38
- HCH-39
- HCH-41: Hållare med laddare
- HCH-60: Hållare med laddare
- HCH-61: Hållare med laddare
- HCH-63: Hållare med laddare

### Bordsställ
- CDS-60
- CSS-25
- DSS-25

### Kablar
- DCU-11 Aktiv USB-kabel
- DCU-60 Aktiv USB-kabel

### Laddare
- CMT-60 Reseladdare som även kan drivas med batterier
- CST-60 Standardladdare
- CST-75